# Olympic-daero
Olympic-daero  (Tiếng Hàn: 올림픽대로; Olrimpik Daero) hay còn gọi là Tuyến đường thành phố đô thị đặc biệt Seoul số 88 là đường cao tốc đô thị 8 làn xe nằm ở phía Nam sông Hán, Seoul, Hàn Quốc.
Tuyến đường này kết nối Seoul với Sân bay Quốc tế Gimpo, Hanam và Gimpo, với tổng chiều dài 40,678 km (25,27 mi)

Đường cao tốc này là tuyến đường chính của Seoul, đặc biệt là ở phía nam sông Hán, và được kết nối trực tiếp với đường cao tốc Gimpo Hangang (phía Tây) và đường cao tốc Seoul-Yangyang (phía Đông).

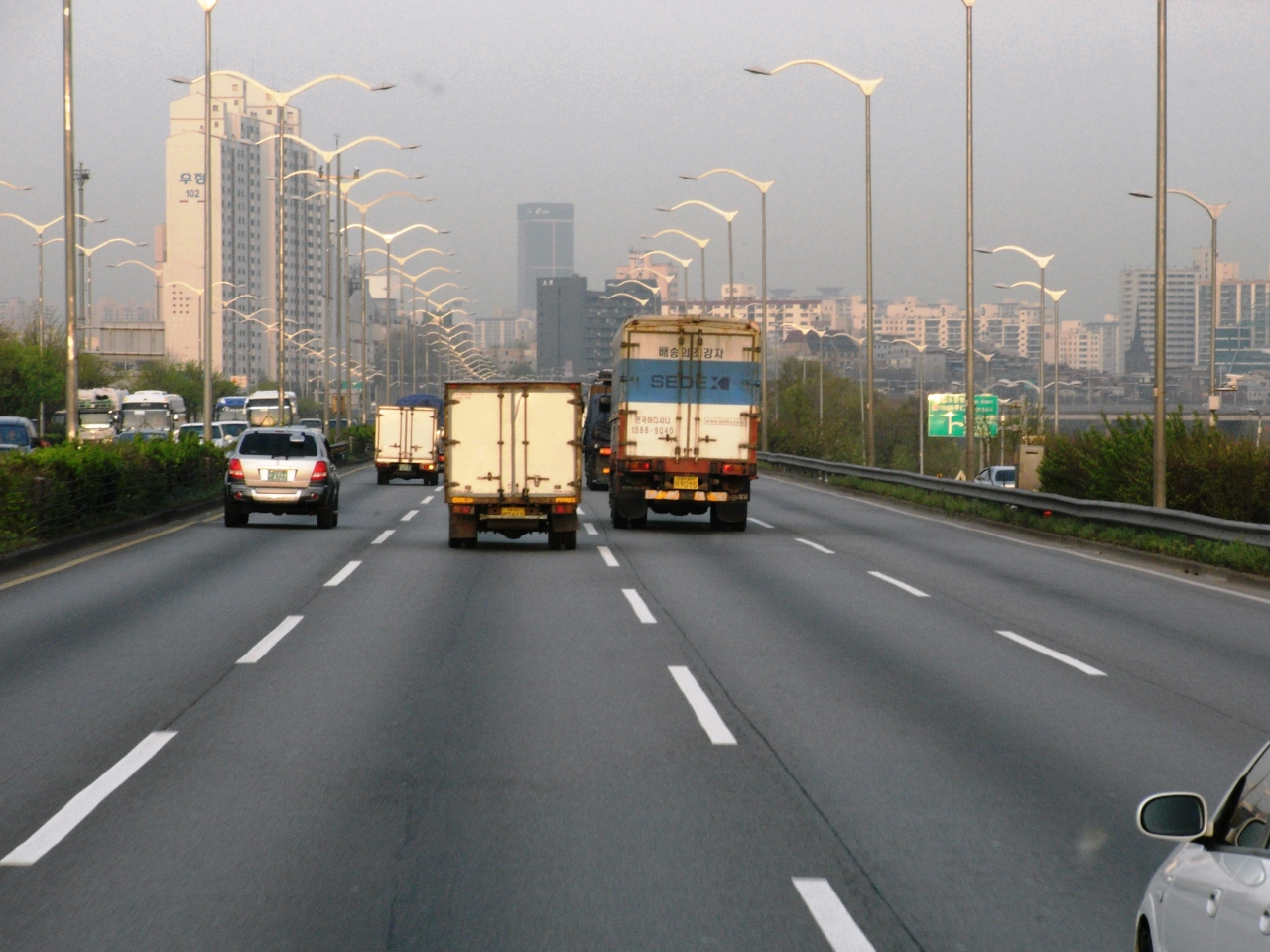
Đường cao tốc Olympic Blvd

## Lịch sử
- 6 tháng 3 năm 1967: Công trình mở đường Gangbyeon 1-ro (Noryangjin-dong, Yeongdeungpo-gu ~ Singil-dong, Nodeul-dong hiện nay) bắt đầu[1]
- 30 tháng 8 năm 1967: Khu Gangbyeon 1-ro (Noryangjin-dong, Yeongdeungpo-gu ~ Singil-dong, nay là Nodeul-ro ) mở cửa
- 10 tháng 9 năm 1967: Bắt đầu thu phí [2]
- 26 tháng 12 năm 1970: Khởi công xây dựng đường đoạn Gangbyeon 5-ro (Nghĩa trang Quốc gia ~ Cầu Hangang thứ 3[3])[4]
- 15 tháng 8 năm 1971: Đoạn Gangbyeon 5-ro (Nghĩa trang Quốc gia ~ Cầu Hangang thứ 3[3]) được khai trương
- 27 tháng 11 năm 1972: Tên của từng đoạn được đổi từ thượng nguồn sông Hàn thành Gangnam 1-ro, Gangnam 2-ro, Gangnam 3-ro, Gangnam 4-ro, và Gangnam 5- ro[5] (Gangbyeon 1-ro + 2-ro → Gangnam 4-ro), Gangbyeon 5-ro → Gangnam 3-ro)
- Năm 1974: Gangnam 2-ro (Cầu Hannamdaegyo ~ Cầu Yeongdongdaegyo) khai trương
- 1 tháng 5 năm 1975: Tăng và thay đổi mức thu phí [6]
- 26 tháng 8 năm 1975: Gangnam 2-ro (Cầu Yeongdongdaegyo ~ đoạn Jamsildaegyo 10,5 km) khai trương[7]
- 16 tháng 7 năm 1976: Đoạn Gangnam 4-ro (Bon-dong ~ Yeongdeungpo-dong) và Gangnam 3-ro (Nghĩa trang Quốc gia ~ Cầu Hangang thứ 3) trở thành miễn phí [8]
- 1979: Mở đoạn Amsa Junction ~ Hail IC
- 16 tháng 12 năm 1980: Gangnam 1-ro (Cầu Jamsil ~ Cầu Gwangjin) khai trương đoạn 3,85 km[9]
- 13 tháng 3 năm 1986: Tên của mỗi phần được hợp nhất thành Gangnam- ro
- 29 tháng 4 năm 1986: Đổi tên thành Đại lộ Olympic
- 2 tháng 5 năm 1986: Mở đoạn 4 làn xe khứ hồi mới từ nút giao thông Gaehwa (đầu phía nam cầu Haengju) - cầu Seongsan - cầu Dongjak 22,2 km và mở rộng 8 làn xe khứ hồi giữa cầu Dongjak - ngã ba Amsa 13,8 km (Tổng cộng 36 km) [10][11]
- 12 tháng 7 năm 1986: Đoạn từ Đồng hồ Hail-dong đến đầu phía nam của Cầu Haengju được chỉ định là đường dành riêng cho ô tô [12]
- 3 tháng 6 năm 1993: Nút giao Hwagok (hiện tại là điểm cuối phía Nam của cầu Gayang) ~ Cầu Dongjak đoạn 15 km và Giao lộ Amsa ~ Giao lộ Hail (Giao lộ Gangil hiện tại) mở rộng 8 làn xe khứ hồi 3,86 km [13]
- 10 tháng 7 năm 2009: Công bố Olympic-daero là con đường kéo dài từ hai tỉnh và thành phố trở lên [14]
- 1 tháng 10 năm 2019: Mở cửa nhánh ramp hạ lưu Yeouido

## Danh sách các cơ sở
- IC : Giao lộ, JC : Giao lộ, SA : Khu vực dịch vụ, TG : Trạm thu phí, BR : Cầu

| Loại                                                           | Tên                                    | Tên                                   | Kết nối | Vị trí                                | Vị trí                                | Ghi chú |
| Loại                                                           | Tiếng Anh                              | Hangul                                | Kết nối | Vị trí                                | Vị trí                                | Ghi chú |
| Kết nối trực tiếp với Gimpohangang-ro                          | Kết nối trực tiếp với Gimpohangang-ro  | Kết nối trực tiếp với Gimpohangang-ro | Kết nối trực tiếp với Gimpohangang-ro | Kết nối trực tiếp với Gimpohangang-ro | Kết nối trực tiếp với Gimpohangang-ro | Kết nối trực tiếp với Gimpohangang-ro                                                                       |
| -------------------------------------------------------------- | -------------------------------------- | ------------------------------------- | --- | ------------------------------------- | ------------------------------------- | --- |
| IC                                                             | Gaehwa                                 | 개화 나들목                           | Cầu Haengju Quốc lộ 39 (Beolmal-ro, Gaehwa-dong-ro) Quốc lộ 48 (Gaehwa-dong-ro) Tỉnh lộ 78 (Geumpo-ro, Gaehwa-dong-ro)                                        | Seoul                                 | Gangseo-gu                            | |
| IC                                                             | Jeonggok                               | 정곡 나들목                           | Yangcheon-ro 27-gil | Seoul                                 | Gangseo-gu                            | Chỉ có thể vào hướng Hanam                                                                                  |
| JC                                                             | 88 JC (Giao lộ Cầu Banghwa)            | 88 분기점 (방화대교분기점)            | Đường cao tốc Sân bay Quốc tế Incheon Đường cao tốc Pyeongtaek-Paju Cầu Banghwa                                                                               | Seoul                                 | Gangseo-gu                            | |
| IC                                                             | Gungsan                                | 궁산 나들목                           | Gangseo-ro | Seoul                                 | Gangseo-gu                            | Không có lối vào sân bay                                                                                    |
| IC                                                             | Gayangdaegyo Br.                       | 가양대교분기점                        | Cầu Gayang Hwagok-ro | Seoul                                 | Gangseo-gu                            | |
| IC                                                             |                                        | 명칭 미상                             | Yangcheon-ro 61-gil | Seoul                                 | Gangseo-gu                            | Chỉ có thể vào hướng Hanam                                                                                  |
| IC                                                             | Yeomchang                              | 염창나들목                            | Cầu World Cup Anyangcheon-ro Yangcheon-ro Quốc lộ 6 (Gonghang-daero, Nodeul-ro) Quốc lộ 48 (Gonghang-daero, Nodeul-ro) Quốc lộ 77 (Gonghang-daero, Nodeul-ro) | Seoul                                 | Gangseo-gu                            | |
| IC                                                             | Seongsandaegyo Br.                     | 성산대교분기점                        | Cầu Seongsan Quốc lộ 1 (Đường cao tốc đô thị Seobu) Quốc lộ 6 (Nodeul-ro) Quốc lộ 48 (Nodeul-ro) Quốc lộ 77 (Nodeul-ro) Yangpyeong-ro 30-gil                  | Seoul                                 | Yeongdeungpo-gu                       | |
| IC                                                             | Yeouido 2nd                            | 여의하류 나들목                       | Yeouiseo-ro Nodeul-ro | Seoul                                 | Yeongdeungpo-gu                       | |
| JC                                                             | Yeoui JC                               | 여의 분기점                           | Đường hầm Sinwol Yeoui | Seoul                                 | Yeongdeungpo-gu                       | Chỉ có thể vàohướng sân bay và ra hướng Hanam                                                               |
| IC                                                             |                                        | 여의중류 램프                         | Nodeul-ro Quốc lộ 46 (Gyeongin-ro) | Seoul                                 | Yeongdeungpo-gu                       | Chỉ có lối vào hướng đi sân bay Chỉ có sẵn theo hướng Cầu Seoul (Gyeongin-ro) Hầm Nodeul-gil không khả dụng |
| IC                                                             | Yeouido 1st                            | 여의상류 나들목                       | Yeouidong-ro Nodeul-ro | Seoul                                 | Dongjak-gu                            | |
| BR                                                             | Noryangdaegyo                          | 노량대교                              | | Seoul                                 | Dongjak-gu                            | |
| IC                                                             | Dongjakdaegyo Br.                      | 동작대교분기점                        | Cầu Dongjak Dongjak-daero Hyeonchung-ro | Seoul                                 | Dongjak-gu                            | Không thể đi vào Cầu Dongjak theo hướng Hanam                                                               |
| IC                                                             | Banpodaeagyo Br.                       | 반포대교분기점                        | Cầu Banpo Banpo-daero | Seoul                                 | Seocho-gu                             | |
| JC                                                             | Hannamdaegyo Br.                       | 한남대교분기점                        | Cầu Hannam Gangnam-daero Đường cao tốc Gyeongbu | Seoul                                 | Gangnam-gu                            | |
| IC                                                             | Donghodaegyo Br.                       | 동호대교분기점                        | Cầu Dongho Nonhyeon-ro | Seoul                                 | Gangnam-gu                            | |
| IC                                                             | Seongsudaegyo Br.                      | 성수대교분기점                        | Cầu Seongsu Eonju-ro | Seoul                                 | Gangnam-gu                            | |
| IC                                                             | Yeongdongdaegyo Br.                    | 영동대교분기점                        | Cầu Yeongdong Quốc lộ 47 (Yeongdong-daero) Tỉnh lộ 23 (Yeongdongdaero) Dosan-daero                                                                            | Seoul                                 | Gangnam-gu                            | |
| JC                                                             | Cheongdamdaegyo Br.                    | 청담대교분기점                        | Đường cao tốc đô thị Dongbu Bongeunsa-ro | Seoul                                 | Gangnam-gu                            | |
| IC                                                             | Cheongdam                              | 청담 나들목                           | Tancheondong-ro Bongeunsa-ro | Seoul                                 | Songpa-gu                             | Chỉ có ràng buộc với Gangil                                                                                 |
| IC                                                             | Sports Complex (Khu liên hợp thể thao) | 종합운동장 분기점                     | Baekjegobun-ro Hangaram-ro | Seoul                                 | Songpa-gu                             | |
| IC                                                             | Jamsildaegyo Br.                       | 잠실대교분기점                        | Cầu Jamsil Quốc lộ 3 (Songpa-daero) | Seoul                                 | Songpa-gu                             | |
| IC                                                             | Olympicdaegyo Br.                      | 올림픽대교분기점                      | Cầu Olympic Gangdong-daero | Seoul                                 | Songpa-gu                             | |
| IC                                                             | Cheonhodaegyo Br.                      | 천호대교분기점                        | Cầu Cheonho, Cầu Gwangjin Quốc lộ 43 (Cheonho-daero) Gucheon-myeon-ro                                                                                         | Seoul                                 | Songpa-gu                             | Cầu Gwangjin chỉ có thể đến sân bay                                                                         |
| IC                                                             | Amsa JC                                | 암사 분기점                           | Seonsa-ro Sangam-ro | Seoul                                 | Gangdong-gu                           | Chỉ có thể vào Hanam                                                                                        |
| IC                                                             |                                        | 토끼굴입구                            | Godeok-ro Seonsa-ro | Seoul                                 | Gangdong-gu                           | Không thể ra (Chỉ vào) Đóng cửa với lối vào sân bay                                                         |
| IC                                                             | Amsa                                   | 암사 나들목                           | Yangjae-daero Olympic-ro | Seoul                                 | Gangdong-gu                           | Chỉ có thể đi vào hướng Hanam trên Olympic-ro                                                               |
| IC                                                             | Gangdong                               | 강동 나들목                           | Đường cao tốc Sejong–Pocheon | Seoul                                 | Gangdong-gu                           | Chưa mở |
| JC                                                             | Gangil                                 | 강일 나들목                           | Đường cao tốc vành đai 1 vùng thủ đô Đường cao tốc Seoul-Yangyang Misa-daero                                                                                  | Seoul                                 | Gangdong-gu                           | |
| Kết nối trực tiếp với Đường cao tốc Seoul-Yangyang, Misa-daero |                                        |                                       | |                                       |                                       | |